# Bart's Girlfriend
Bart's Girlfriend — 7 серія шостого сезону мультсеріалу «Сімпсони». Уперше на екрани вийшла у США 6 листопада
1994 року.

## Сюжет
Барт закохується в дочку Преподобного Лавджоя, Джесіку. Однак, коли він починає знайомитися з нею, вона його ігнорує. Наступної неділі, він вирішує прийти в недільну школу, щоб спробувати переконати її, що він хороша людина, але вона як і раніше ігнорує його. Розчарований, Барт йде в парк і розігрує садівника Віллі, але Барта ловлять і дають йому покарання у вигляді трьох місяців залишатися після уроків. Джессіка підходить до нього, щоб висловити співчуття і запрошує його на вечерю в свою сім'ю.
Під час бесіди з Лавджоєм, Барт грубо розмовляє за столом, за що Лавджої виганяють його і забороняють зустрічатися з Джесікою. Проте, Джессіка каже, що вона зрозуміла те, що Барт поганий хлопчик і їй це подобається. Вони починають таємно зустрічатися і завдавати шкоди місту. Барт швидко розуміє, що Джессіка (приклад стереотипу дитини проповідника) ще гірше поводиться, ніж він, і під час проповіді намагається умовити її одуматися. Хоча Джессіка здається згодна, вона краде з тарілки пожертвування, переставляючи її на нещасного Барта. Збори помилково вважає, що гроші вкрав Барт, коли бачать його з пустою тарілкою. Хоча Гомер вважає, що пожертвування вкрав Барт, Мардж вірить йому, але Барт говорить, що не знає, хто вкрав пожертви.
Після з'ясування істини, Ліса розуміє, що Барт взяв на себе провину за злочин, якого не скоював і в церкві каже, що винна Джессіка. Містяни біжать в кімнату Джесіки і знаходять пожертви під ліжком. Джессіка каже батькові, що вкрала пожертви, щоб привернути до себе увагу. Вона карається миттям сходинок церкви, а Барт, за наполяганням Мардж, отримує вибачення від містян. Пізніше, Барт підходить до церкви і питає у Джесіки, чому вона навчилася, на що Джессіка відповідає, що вона зрозуміла, що вміє маніпулювати чоловіками. Барт погоджується доробити роботу Джесіки, і вона тікає з іншим хлопцем. Однак, як тільки вона йде, він хихикає про те, що він погано помиє сходинки.